# Ariʻiaue Pōmare
Ariʻiaue Teuira Henri Pōmare, né le 12 août 1838 à Motu Uta (de) (Papeete) et mort le 13 mai 1855 à Pirae, est un prince héritier tahitien. 

## Biographie
Fils d'Ariʻifaaite et de Pōmare IV, héritier du trône, la reine lui donne rapidement le pouvoir lorsqu'elle doit se déplacer mais, atteint de tuberculose, il meurt à 16 ans,. 
Jules Verne l'évoque sous le nom d'Arione dans son roman L'Île à hélice (partie 1, chapitre XIII). 
Il ne faut pas le confondre avec son frère Teratane Teriitaria Ariiaue A Tu Pōmare (1839-1891) qui, en son hommage repris son nom.